# Naftali Temu

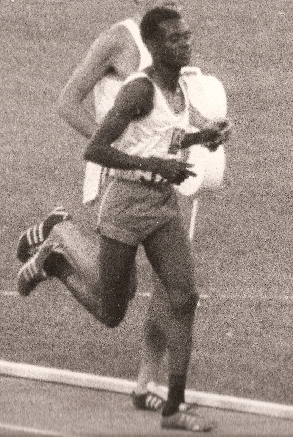
Naftali Temu 1968 in Mexiko-Stadt

Naftali Temu (Nabiba Naftali Temu; * 20. April 1945 in Sotik, Kericho; † 10. März 2003 in Nairobi) war ein kenianischer Langstreckenläufer.

## Biografie
Bei den British Empire and Commonwealth Games 1966 in Kingston tauchte Temu in der internationalen Leichtathletikszene auf, als er im 6-Meilen-Rennen den Weltrekordhalter Ron Clarke bezwang. Zwei Tage später wurde Temu Vierter im 3-Meilen-Rennen. Zwei Jahre zuvor hatte Temu bei den Olympischen Spielen in Tokio im Marathonlauf nur einen hinteren Platz belegt.
Bei den Olympischen Spielen 1968 in Mexiko-Stadt vermochte im 10.000-Meter-Lauf nur Mamo Wolde das Tempo von Temu mitzuhalten. Doch Temu überholte den Äthiopier 50 Meter vor dem Ziel und gewann das Rennen. Im 5000-Meter-Lauf gewann Temu die Bronzemedaille. Temu nahm einige Tage später auch am Marathonlauf teil, bei dem er Platz 19 erreichte.
Nach den Erfolgen in Mexiko vermochte Temu nie mehr an seine früheren Leistungen anzuknüpfen. Bei den Olympischen Spielen 1972 in München schied er über 10.000 Meter im Vorlauf aus.
Naftali Temu starb im Alter von 57 Jahren nach einer langen, schweren Krankheit.